# Росолист
Росолист, португальська росичка (Drosophyllum) — рід хижих рослин родини росолисті (Drosophyllaceae), що складається з одного відомого виду Drosophyllum lusitanicum.

## Будова

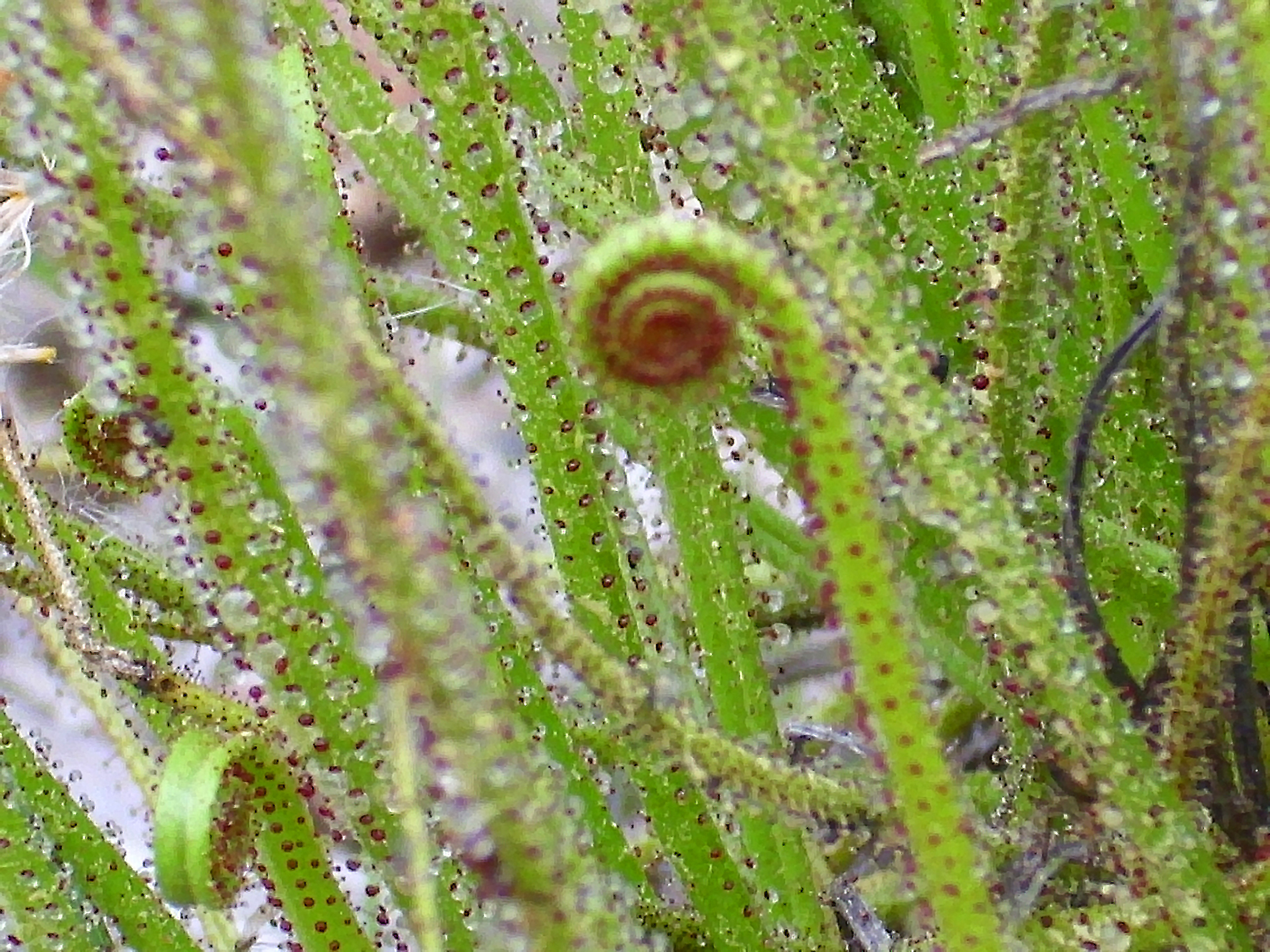
Згорнутий молодий лист росолиста

З центральної розетки вгору розгортаються залозисті листки. Мертві листки падають на землю, утворюючи навколо рослини щільний покрив відмерлого сіна. Рослина досягає 20-40 см висоти. Залози виділяють липку запашну рідину, що приманює комах. Медовий запах росолиста відчутний для людей. Залози вироблять слиз так інтенсивно, що він часто спливає по листку вниз. Порівняно з іншими хижими тваринами — росолист найуспішніший по кількості захоплених комах. Листя мають два типи залоз — великі з липкою речовиною та менші — для перетравлення комах. Прилиплих комах рослина розкладає та споживає, щоб поповнити запас поживних речовин, якими бідні ґрунти, на яких росолист росте.
Квітне на другий рік життя. Яскраво жовті квіти (4 см в діаметрі) з'являються між лютим та травнем. Напівпрозорі стручки містять 3-10 чорних грушоподібних насінин 2,5 мм в діаметрі.

## Поширення та середовище існування
Походить з Середземного регіону (Португалія, Іспанія, Марокко). Росте виключно на узбережжі (максимум 10 км від нього). Це єдина хижа рослина, що росте у сухому середовищі та на лужних ґрунтах. Дослідження Яна Флішека та Каміля Пасека спростовують розповсюджену згадку у науковій літературі про лужні ґрунти.

## Класифікація
Історично рослину приписували до роду росичка (Drosera) спираючись на візуальну спорідненість інструментів полювання на комах. Згідно з дослідженнями молекулярної філогенетики рослина не належить до росичкових і має спільних пращурів з родинами Dioncophyllaceae (Triphyophyllum) та Ancistrocladaceae. Тому у 1998 в таксономічній системі класифікації квіткових рослин APG та у 2003 APG II рослину виділили у окрему родину Росолисті (Drosophyllaceae) і рід Росолист (Drosophyllum). Деякі морфологічні особливості будови листків, в тому числі і розкривання листка з спіралі, споріднюють росолист з папоротями.